# 尾上松緑 (初代)
初代 尾上 松緑（おのえ しょうろく、延享元年〈1744年〉- 文化12年10月16日〈1815年11月16日〉）は、江戸中期の歌舞伎役者。屋号は音羽屋、一時期新音羽屋。定紋は四つ輪に抱き柏。俳名に重扇・三朝・松緑。松緑は晩年になって俳名を名跡として名乗ったもので、前名の初代 尾上 松助（おのえ まつすけ）としても知られる。
初代松緑の出自については明らかではないところがある。明治25年（1892年）刊の『歌舞伎新報』1429号所収の「尾上松緑略伝」には、大坂祇園の小芝居方徳次郎の息子で幼名を徳蔵、宝暦5年（1755年）に父とともに江戸に下り、初代尾上菊五郎の門下となって松助と名を改めたとあるが、大正2年刊の劇評家の伊原敏郎著の『近世日本演劇史』では、徳蔵は江戸の生れで、初舞台は宝暦6年としている。しかし延享元年誕生なら宝暦6年には13歳であり、これは当時の役者の初舞台としては遅く、また宝暦12年（1762年）には子役から女形となっているが、この時でもすでに20歳で、これも十代半ばで子役から女形に転向する当時の例から見れば遅すぎる。歌舞伎研究家の渡辺保はこれについて、徳蔵は実は少年時代に色子として売られ、当時は売れっ子の色子となっており、舞台はほんの名目に過ぎなかったためではないかと推測している（渡辺保『娘道成寺』）。
いずれにせよ尾上松助の名がはじめて世に出るのは、宝暦5年11月の市村座でのことである。その後明和7年（1770年）には女形から立役に転向している。その理由については師匠の初代菊五郎にならったものといわれるが、本来が女形に収まりきらない荒っぽいところがあったせいだともいう。後には更に実悪となり、鏡山物の局岩藤も当り役として度々つとめている。

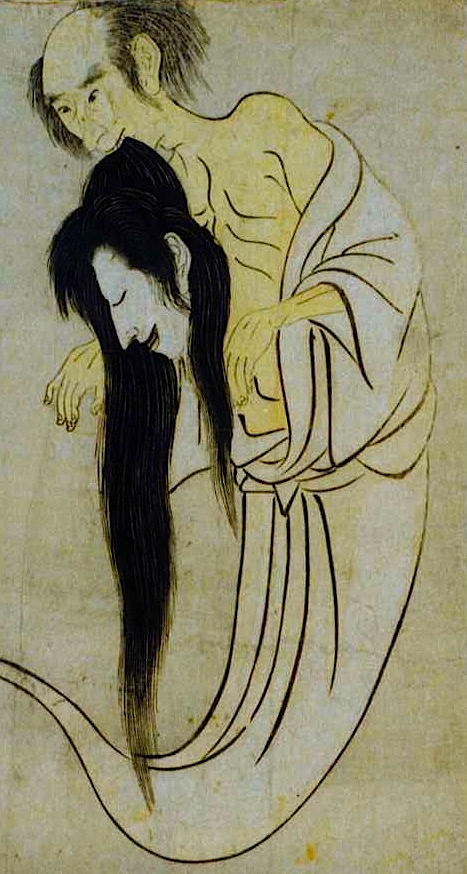
『彩入御伽艸』の
小幡小平次

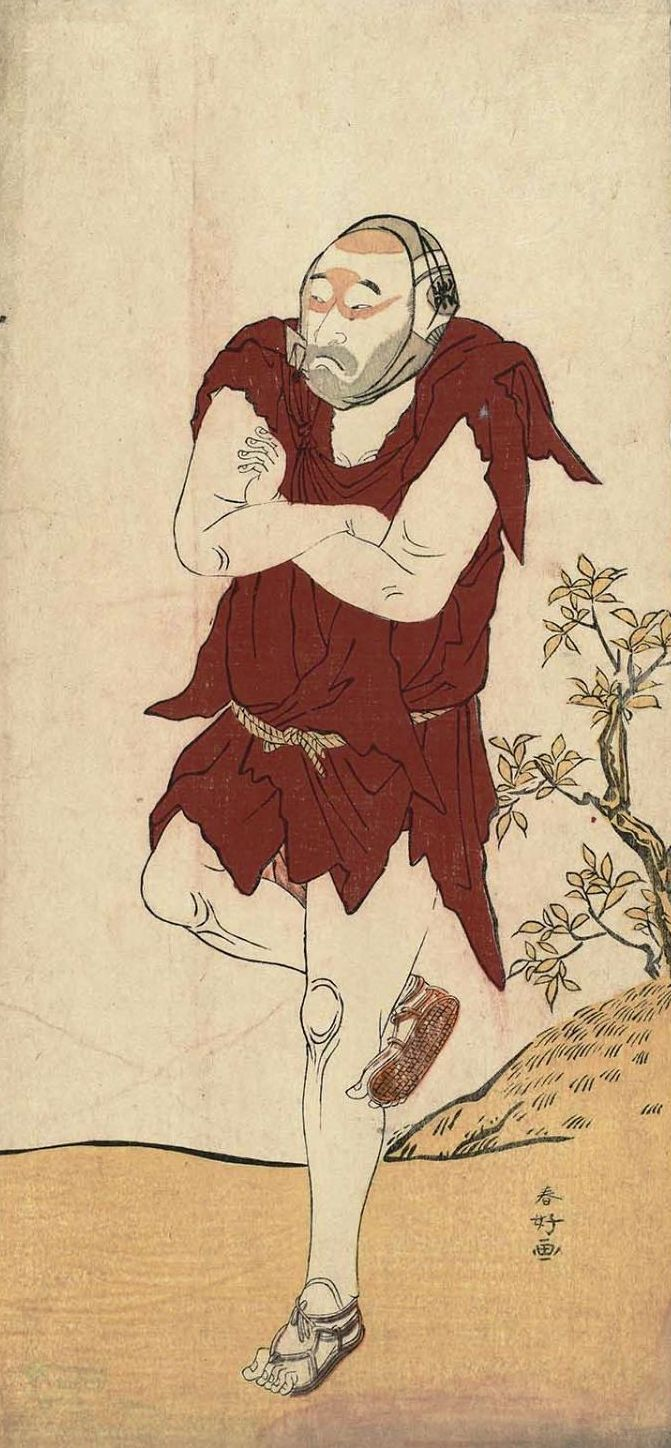
尾上松緑 (初代)の願人坊主。歌舞伎「けいせいいでのやまぶき」より

芝居の仕掛け物について自身で工夫してみせるのが好きで、特に鬘の生え際に羽二重を使い、そこに1本ずつ髪の毛を植えるようにしたのは松助の工夫であるという。そんな松助が享和4年（1804年）7月、狂言作者の勝俵蔵（四代目鶴屋南北）と提携した『天竺徳兵衛韓噺』が大当りとなり、以後盆狂言には怪談狂言の役者として名を馳せるようになる。その後も南北と提携し、『彩入御伽艸』の小幡小平次や『阿国御前化粧鏡』の阿国御前などの当り役を残した。文化6年（1809年）11月、俳名の「松緑」を名跡として尾上松緑と名乗り、松助の名跡は養子の初代尾上榮三郎（三代目尾上菊五郎）に譲った。
背が高く容姿に優れ、女形時代にはその舞台姿が初代中村富十郎によく似ているといわれたが、のちにはその背の高さや柄を生かし、『暫』のウケや伊達騒動物の仁木弾正など存在感のある悪役を演じた。また音曲にも秀で、立役になってからも『壇浦兜軍記』の「阿古屋琴責めの段」で傾城阿古屋をつとめ、三曲（箏・三味線・胡弓）を弾きこなして評判となった。怪談狂言の中では早替りや舞台の仕掛けといったケレンも得意としたが、こうした怪談物が三代目菊五郎以降、音羽屋の芸として受け継がれていくことになるのである。